# Lebertran

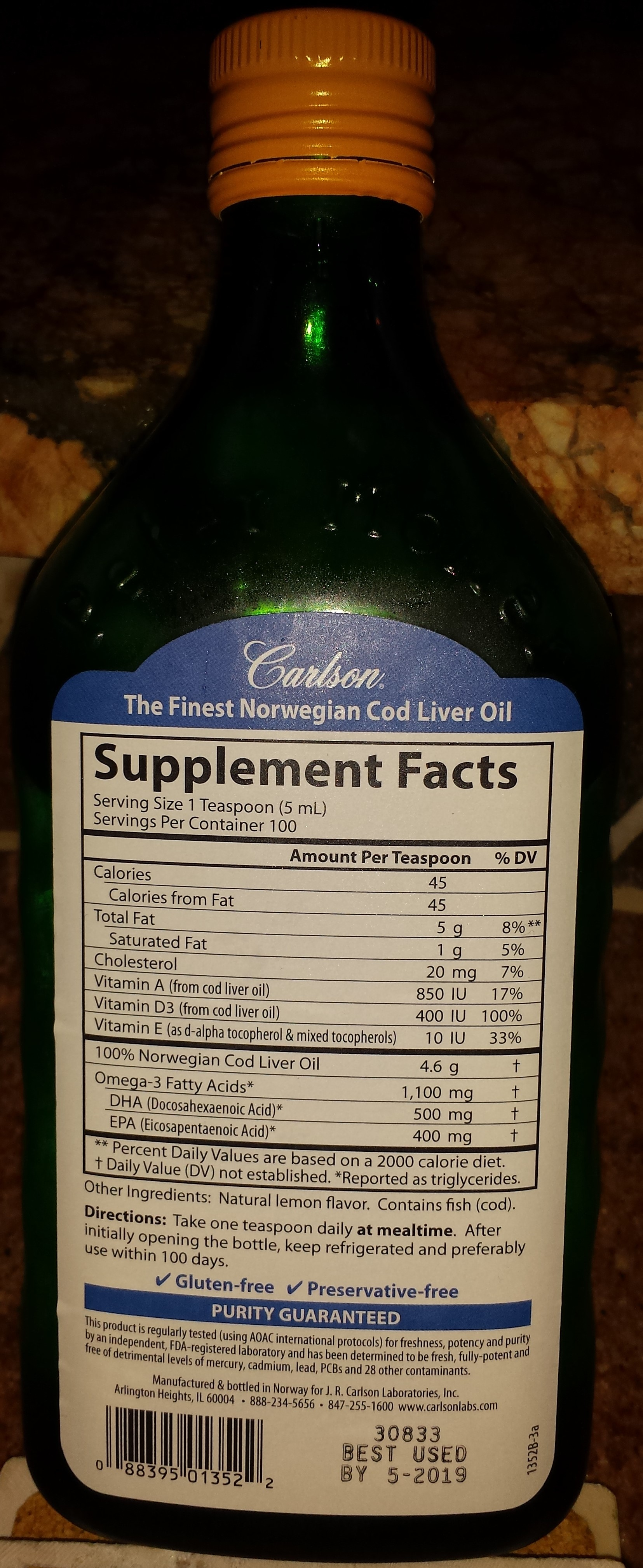
Norwegischer Lebertran

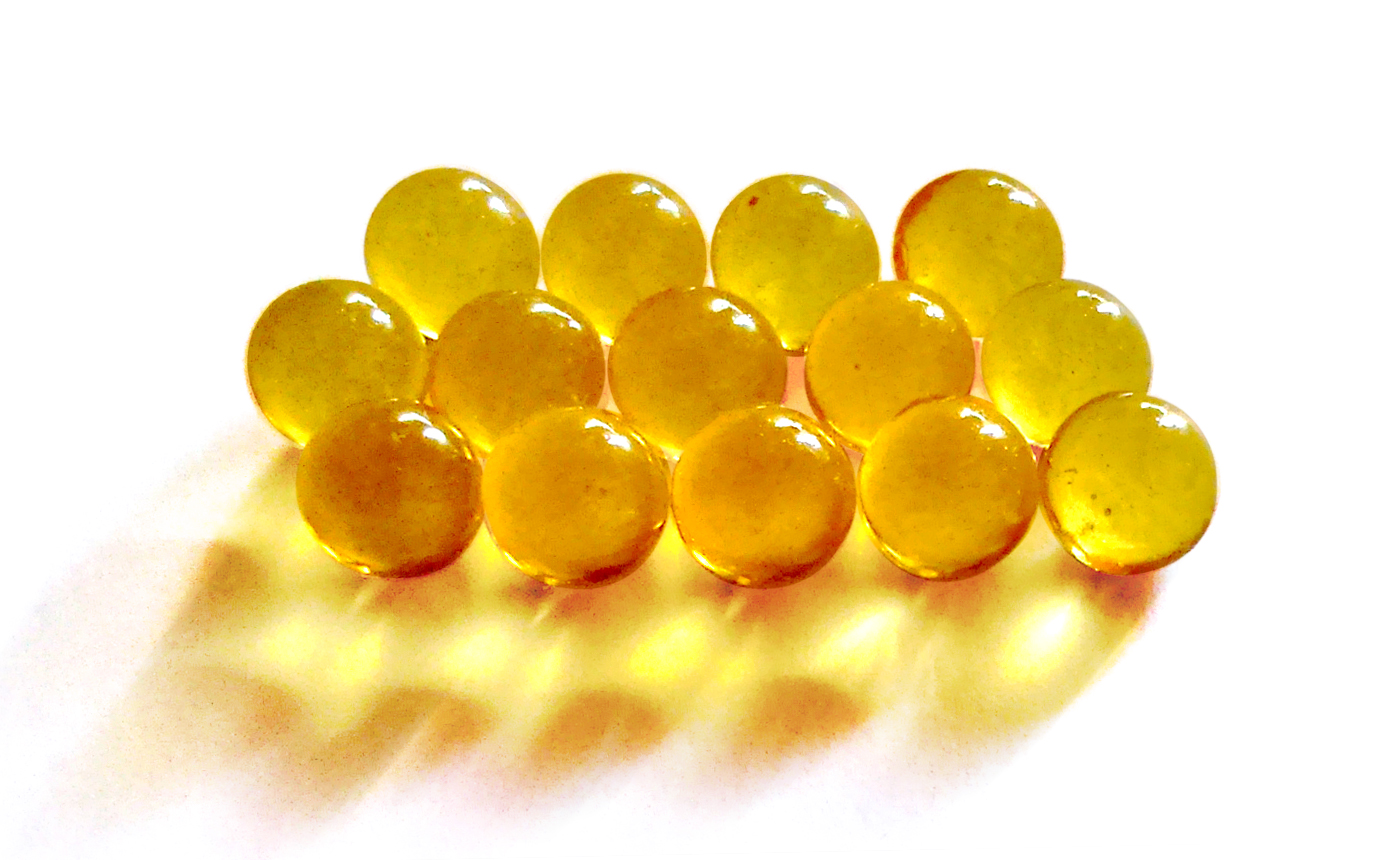
Lebertran in Gelatinekapseln

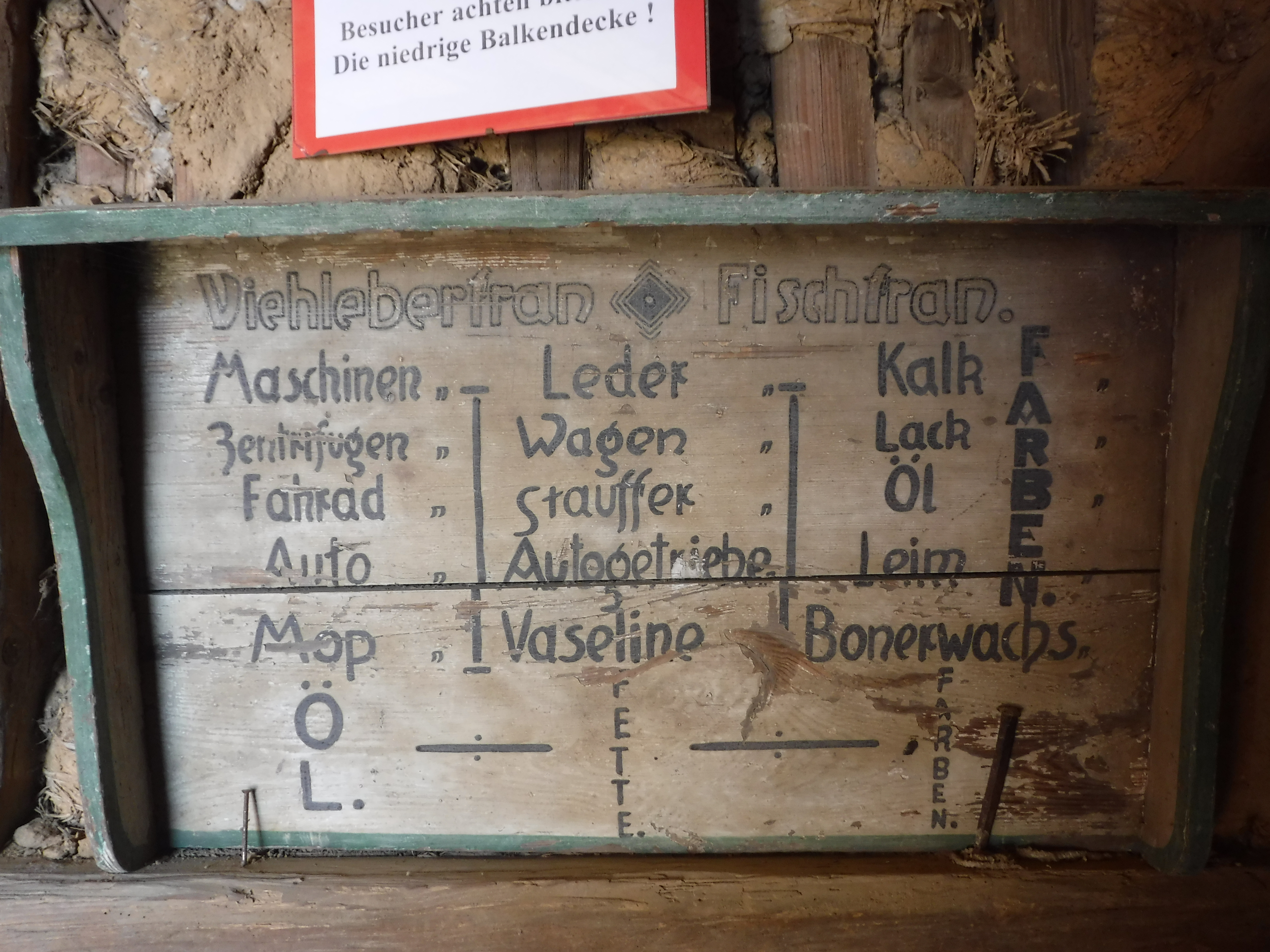
Viehlebertran und Fischtran im Verkaufssortiment. Holzwerbetafel. Kleinbauernmuseum Dresden.

Lebertran (veraltet: „Fabriktran“; Oleum jecoris Aselli, Oleum morrhuae) ist ein dünnes, hell- bis braungelbes Öl, das hauptsächlich aus der Leber von Kabeljau (Dorsch) und Schellfisch gewonnen wird. Daneben werden auch Arten wie Seehecht, Pollack, Haie oder Rochen zur Produktion verwendet. Lebertran ist nicht zu verwechseln mit dem Tran aus Walen.
Früher wurde er aus den unter Druck bis zur Fäulnis lagernden Fischlebern gewonnen, der Rest wurde ausgekocht und ausgedrückt (brauner, natureller Lebertran). Später wurde er durch Auskochen oder mittels Wasserdampf (Dampftran, Medizinaltran, heller Lebertran) und nachfolgender Abkühlung unter Null Grad sowie Filtrierung gewonnen. Aus den Resten kann durch Auspressen „Presstran“ gewonnen werden. Auch gibt es elektrolytische Verfahren zur Ölgewinnung.
Er besteht aus leicht verdaulichem Fett, welches aus verschiedenen Fettsäuren zusammengesetzt ist, 25 % C18:1 (Ölsäure, Vaccensäure) und 11 % Palmitinsäure, 9 % Palmitoleinsäure, ungefähr 11 % C20:1 (Gadoleinsäure, Gondosäure) sowie auch Omega-3-Fettsäuren: 11 % C20:5 Eicosapentaensäure (EPA), 9 % C22:6 Docosahexaensäure (DHA) und 1,5 % 22:5 Docosapentaensäure, weiter 5,5 % C22:1 (Erucasäure, Cetoleinsäure) sowie 3,5 % Myristinsäure. Lebertran enthält auch Jod, Phosphor, α–Tocopherol 300 μg/g und verhältnismäßig hohe Mengen an Vitamin A 2500 IU/g und D 40 IU/g sowie 5,7 g/kg Cholesterin.
Bei Präparaten mit gereinigtem und desodoriertem Lebertran werden künstliche Vitamine nachträglich zugegeben.

## Geschichte

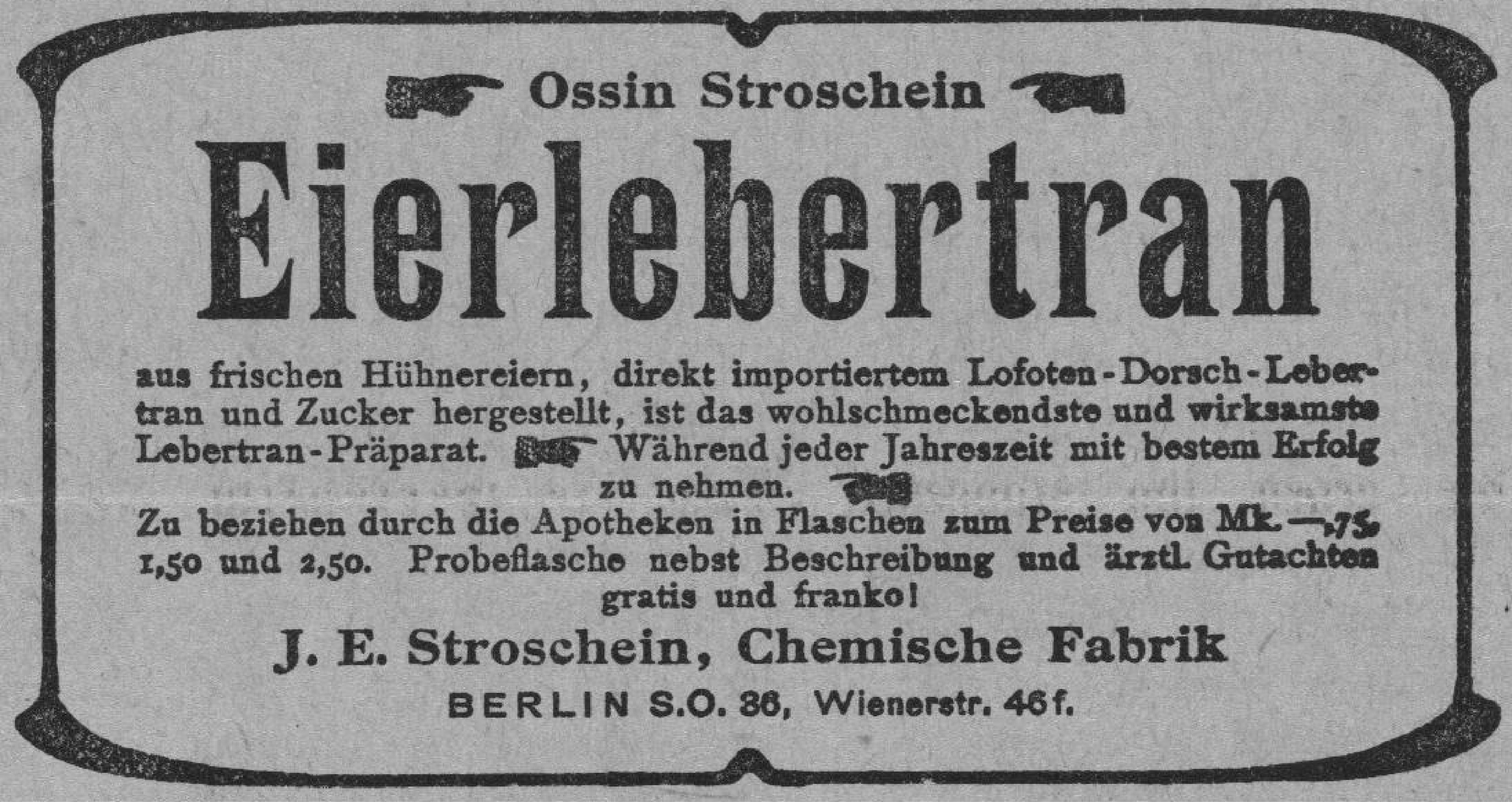
Werbung für gesüßten „Eierlebertran“ (1906)

Lebertran wurde schon von den Wikingern, Norwegern, Inuit, Lappländern und Grönländern als Stärkungsmittel verwendet. Später im 18. Jahrhundert wurde er dann zur Behandlung von Nachtblindheit, Rheumatismus und Rachitis empfohlen.
Die Wirksamkeit von Lebertran gegen Rachitis wurde 1824 von deutschen Wissenschaftlern entdeckt, etwa zwei Jahre nachdem bekannt geworden war, dass Sonnenlicht, in Form der damals populären Sonnenkuren, ebenfalls zur Verhütung bzw. Behandlung dieser Krankheit eingesetzt werden kann. Erst 1922 konnte das Vitamin D3 als der antirachitische Bestandteil bestimmt werden. Die Chemiker Hans Brockmann und Adolf Windaus u. a. konnten dann 1935 aus Fischleberölen einen Wirkstoff isolieren: 7-Dehydrocholesterin, das Provitamin von Vitamin D3.
In den 1950er Jahren bot das Berliner Unternehmen Heyl & Co. Vit-Orange, ein wohlschmeckendes Kräftigungsmittel mit den Vitaminen des Lebertranes und Malzextraktes an. Dieselbe chemisch-pharmazeutische Fabrik stellte auch eine Lebertran-Wund- und Heilsalbe nach Prof. Dr. W. Löhr namens Unguentolan zur Verfügung.
Auch wurde Lebertran als Lampenöl und Imprägnierungsmittel verwendet.

## Anwendung
Lebertran wird als Stärkungsmittel besonders bei Kinderkrankheiten und Unterernährung sowie zur Verhütung von Rachitis (auch: Englische Krankheit) oral eingenommen. Kindern in Deutschland wurde bis in die 1960er Jahre zur Vorbeugung und Kräftigung nicht selten täglich ein Löffel voll verabreicht. Der Geschmack gilt als penetrant. Öl aus Dorschleber-Konserven stellt dagegen ein (Speise-)Öl mit nur dezenter Fischnote dar. Das Dorschlebertran enthaltende Präparat Ossin wurde von der chemischen Fabrik J. E. Stroschein (Bad Ems) als wohlschmeckend und zur Vorbeugung bei Rachitis und anderen Avitaminosen und als Aufbau-, Nähr- und Kräftigungsmittel beworben.
Bei zu hohen Verzehrmengen kann Vitamin A zu Hypervitaminose führen.

## Geschmack
Zahllos sind die Schilderungen eines widerlichen Geschmacks von Lebertran aus Kindheiten in der 1. Hälfte des 20. Jahrhunderts. Beispielhaft die seinerzeit verbreitete Parodie einer Strophe aus Schillers Lied von der Glocke:

„Gefährlich ist’s, den Leu zu wecken,
verderblich ist des Tigers Zahn.
Jedoch der schrecklichste der Schrecken; –
das ist dem Kind der Lebertran.“